# Acciaio bluito
Per acciaio bluito si intende un acciaio rinvenuto al blu.
Il procedimento di bluitura, o rinvenimento al blu, si effettua lucidando l'acciaio e riscaldandolo tra i 290 e i 310 °C.
A seconda della temperatura raggiunta, la colorazione passa dal blu-viola a 290°, al blu a 300°, fino al blu chiaro a 310°. Oltre i 310° l'acciaio ingrigisce.
La bluitura dell'acciaio viene utilizzata come trattamento anticorrosione in orologeria (soprattutto per viti, molle, casse di orologio) e per la realizzazione di pentolame e vassoi.